# Pouillé, Vendée
Pouillé là một xã thuộc tỉnh Vendée trong vùng Pays de la Loire miền tây nước Pháp.